# Paolino di Capua
San Paolino di Capua (... – Sicopoli, 843) fu vescovo della Diocesi di Capua. Venerato santo dalla Chiesa cattolica, è ricordato il 10 ottobre.

## Agiografia
Paolino, originario dell'Inghilterra, secondo la tradizione era in pellegrinaggio per Gerusalemme quando si fermò a Capua. Per una qualche ragione, gli abitanti della città lo spinsero a diventare il loro vescovo. Il suo mandato fu profondamente turbato dalle scorribande dei predoni saraceni. Il vescovo morì a Sicopoli, dove si era rifugiato insieme a parte dei capuani, in seguito alla devastazione della città.
Paolino fu il trentesimo vescovo di Capua, l'ultimo della Capua antica.

## Culto
San Paolino di Capua è venerato dalla Chiesa cattolica ed è ricordato il 10 ottobre.